# Fremont (Utah)
Fremont è un census-designated place (CDP) degli Stati Uniti d'America, situato nello stato dello Utah, nella contea di Wayne.